# Thaia australis
Thaia australis är en insektsart som beskrevs av Irena Dworakowska och Chandrasekhara A. Viraktamath 1979. Thaia australis ingår i släktet Thaia och familjen dvärgstritar. Inga underarter finns listade i Catalogue of Life.